# Día de la Unión de Chiapas
El Día de la Unión de Chiapas es una festividad civil de Chiapas, que conmemora y celebra la paz entre los chiapanecas.

## Historia
A propuesta del General Bernardo A. Z. Palafox, Gobernador Interino Constitucional del Estado de Chiapas (1913 - 1914) y presidente de la Junta Organizadora de la Feria de Guadalupe del Municipio de Tuxtla Gutiérrez, en 1913 se incluyó dentro del programa de festejos de la Virgen de Guadalupe el “Día Unión de Chiapas”, mismo que contemplaba un programa especial cívico-literario para cada uno de los Departamentos en que se dividía políticamente el Estado, con el fin de unificarlos después de los aciagos acontecimientos que llenaron de luto a las ciudades de San Cristóbal de las Casas y Tuxtla Gutiérrez por la disputa de la sede de los Poderes del Estado (1911). En este mismo programa se consideró la convocatoria de un concurso de composición del Himno a Chiapas, con la finalidad de hacer un llamado entre los chiapanecos de paz y unión.